# Caseros Centro
Caseros Centro es una localidad argentina ubicada en el Departamento Santa María, provincia de Córdoba. Se encuentra sobre la ruta provincial U104, en el límite con el departamento Capital, 16 km al sur del centro de la ciudad de Córdoba.

## Población
Cuenta con 243 habitantes (Indec, 2010), lo que representa un incremento del 37% frente a los 177 habitantes (Indec, 2001) del censo anterior.
| Gráfica de evolución demográfica de Caseros Centro entre 1991 y 2010 |
|                                                                      |
| Fuente: Censos nacionales del INDEC                                  |

- Datos: Q5756060